# Hohberg
Hohberg est une commune de Bade-Wurtemberg (Allemagne), située dans l'arrondissement de l'Ortenau, dans le district de Fribourg-en-Brisgau.

## Géographie
La commune est située à l'ouest de la Forêt-Noire dans le fossé rhénan et à huit kilomètres d'Offenburg.
Elle se compose des anciennes communes de Diersburg, Hofweier et Niederschopfheim.